# Peru elnökeinek listája
Peru köztársasági elnökei a következők voltak:
| Elnök neve                           | Születési és halálozási adatok           | Hivatalban                                  | Címe                                                  |
| ------------------------------------ | ---------------------------------------- | ------------------------------------------- | ----------------------------------------------------- |
| José de San Martín                   | 1778 – 1850                              | 1821. július 28. – 1822. szeptember 20.     | protektor                                             |
| Francisco Xavier de Luna Pizarro     | 1780 – 1855                              | 1822. szeptember 20. – 1822. szeptember 22. | -                                                     |
| José de La Mar                       | 1778 – 1830                              | 1822. szeptember 22. – 1823. február 27.    | a junta elnöke                                        |
| José Bernando Tagle y Portocarrero   | 1779 – 1825                              | 1823. február 27. – 1823. február 28.       | főmeghatalmazott                                      |
| José de la Riva Agüero               | 1783 – 1858                              | 1823. február 28. – 1823. június 23.        | köztársasági elnök                                    |
| Antonio José de Sucre                | 1795 – 1830                              | 1823. június 23. – 1823. július 17.         | -                                                     |
| José Bernandode Tagle y Portocarrero | 1779 – 1825                              | 1823. július 17. – 1824. február 17.        | -                                                     |
| Simón Bolívar                        | 1783 – 1830                              | 1824. február 17. – 1827. január 28.        | Peru felszabadítója                                   |
| Andrés de Santa Cruz                 | 1792 – 1865                              | 1827. január 28. – 1827. június 9.          | kormányzótanács elnöke                                |
| Manuel Salazar y Baquíjano           | 1777 – 1850                              | 1827. június 9. – 1827. augusztus 22.       | -                                                     |
| José de La Mar                       | 1778 – 1830                              | 1827. augusztus 22. – 1829. június 7.       | köztársasági elnök                                    |
| Antonio Gutiérrez de La Fuente       | 1796 – 1878                              | 1829. június 7. – 1829. szeptember 1.       | -                                                     |
| Augustín Gamarra                     | 1785 – 1841                              | 1829. szeptember 1. – 1833. december 20.    | köztársasági elnök                                    |
| Francisco Xavier de Luna Pizarro     | 1780 – 1855                              | 1833. december 20. – 1833. december 21.     | -                                                     |
| Luis José de Orbegoso y Moncada      | 1795 – 1847                              | 1833. december 21. – 1833. augusztus 11.    | -                                                     |
| Pedro Pablo Bermúdez                 | 1793 – 1852                              | 1834. január 4. – 1834. április 24.         | ideiglenes legfőbb uralkodó                           |
| Felipe Santiago de Salaverry         | 1806 – 1836                              | 1835. február 23. – 1836. február 7.        | legfőbb uralkodó                                      |
| Andrés de Santa Cruz                 | 1792 – 1865                              | 1836. augusztus 11. – 1838. augusztus 25.   | a perui-bolíviai konföderáció legfőbb protektora      |
| Agustín Gamarra                      | 1785 – 1841                              | 1838. augusztus 25. – 1841. november 18.    | köztársasági elnök                                    |
| Manuel Menéndez                      | 1793 – 1847                              | 1841. november 18. – 1842. augusztus 16.    | kormányzótanács elnöke                                |
| Juan Crisóstomo Torrico              | 1808 – 1875                              | 1842. augusztus 16. – 1842. október 17.     | ideiglenes                                            |
| Juan Francisco de Vidal              | 1800 – 1869                              | 1842. október 17. – 1843. március 15.       | ideiglenes                                            |
| Justo Figuerola                      | 1771 – 1854                              | 1843. március 16. – 1843. március 20.       | ügyvivő                                               |
| Manuel Ignacio de Vivanco            | 1806 – 1873                              | 1843. március 20. – 1844. június 17.        | legfőbb direktor                                      |
| Domingo Nieto                        | 1803 – 1844                              | 1843. szeptember 3. – 1844. február 17.     | -                                                     |
| Ramón Castilla                       | 1797 – 1867                              | 1844. február 17. – 1844. december 11.      | köztársasági elnök                                    |
| Domingo Elías                        | 1805 – 1867                              | 1844. június 17. – 1844. augusztus 10.      | -                                                     |
| Manuel Menéndez                      | 1793 – 1847                              | 1844. augusztus 10. – 1844. augusztus 11.   | -                                                     |
| Justo Figuerola                      | 1771 – 1854                              | 1844. augusztus 11. – 1844. október 7.      | ügyvivő                                               |
| Manuel Menéndez                      | 1793 – 1847                              | 1844. október 7. – 1845. április 20.        | -                                                     |
| Ramón Castilla                       | 1797 – 1867                              | 1845. április 20. – 1851. április 20.       | köztársasági elnök                                    |
| José Rufino Echenique                | 1808 – 1887                              | 1851. április 20. – 1855. január 5.         | köztársasági elnök                                    |
| Ramón Castilla                       | 1797 – 1867                              | 1855. január 5. – 1862. október 24.         | köztársasági elnök                                    |
| Miguel de San Román                  | 1802 – 1863                              | 1862. október 24. – 1863. április 3.        | köztársasági elnök                                    |
| Ramón Castilla                       | 1797 – 1867                              | 1863. április 3. – 1863. április 9.         | köztársasági elnök                                    |
| Pedro Diez Canseco                   | 1815 – 1893                              | 1863. április 9. – 1863. augusztus 5.       | ideiglenes                                            |
| Juan Antonio Pezet                   | 1809 – 1879                              | 1863. augusztus 5. – 1865. április 25.      | köztársasági elnök                                    |
| Mariano Ignacio Prado                | 1826 – 1901                              | 1865. április 25. – 1865. június 24.        | köztársasági elnök                                    |
| Juan Antonio Pezet                   | 1809 – 1879                              | 1865. június 24. – 1865. november 8.        | -                                                     |
| Pedro Diez Canseco                   | 1815 – 1893                              | 1865. november 8. – 1865. november 28.      | ideiglenes                                            |
| Mariano Ignacio Prado                | 1826 – 1901                              | 1865. november 28. – 1868. január 7.        | -                                                     |
| Luis La Puerta                       | 1811 – 1896                              | 1868. január 7. – 1868. január 8.           | -                                                     |
| Pedro Diez Canseco                   | 1815 – 1893                              | 1868. január 8. – 1868. augusztus 2.        | ideiglenes                                            |
| José Balta                           | 1814 – 1872                              | 1868. augusztus 2. – 1872. július 22.       | köztársasági elnök                                    |
| Tomás Gutiérrez                      | ? – 1872                                 | 1872. július 22. – 1872. július 26.         | diktátor                                              |
| Francisco Diez Canseco               | 1821 – 1884                              | 1872. július 26. – 1872. július 27.         | -                                                     |
| Mariano Herencia Zevallos            | 1820 – 1873                              | 1872. július 27. – 1872. augusztus 2.       | ideiglenes                                            |
| Manuel Pardo                         | 1834 – 1878                              | 1872. augusztus 2. – 1876. augusztus 2.     | köztársasági elnök (az első civil elnök)              |
| Mariano Ignacio Prado                | 1826 – 1901                              | 1876. augusztus 2. – 1879. december 23.     | köztársasági elnök                                    |
| Nicolás de Piérola Villegas          | 1839 – 1913                              | 1879. december 23. – 1881. március 12.      | köztársasági elnök                                    |
| Francisco García Calderón            | 1834 – 1905                              | 1881. március 12. – 1881. szeptember 28.    | ideiglenes                                            |
| Lizardo Montero                      | 1832 – 1905                              | 1881. november 15. – 1883. október 28.      | ideiglenes                                            |
| Andrés Avelino Cáceres Dorregaray    | 1833 – 1923                              | 1883. október 28. – 1885. augusztus 3.      | -                                                     |
| Miguel Iglesias                      | 1830 – 1909                              | 1885. augusztus 31. – 1885. december 3.     | köztársasági elnök                                    |
| Antonio Arenas                       | 1808 – 1891                              | 1885. december 3. – 1886. június 5.         | ideiglenes                                            |
| Andrés Avelino Cáceres Dorregaray    | 1836 – 1923                              | 1886. június 5. – 1890. augusztus 10.       | köztársasági elnök                                    |
| Remigio Morales Bermúdez             | 1836 – 1894                              | 1890. augusztus 10. – 1894. április 1.      | köztársasági elnök                                    |
| Justiniano Borgoño                   | 1836 – 1921                              | 1894. április 1. – 1894. augusztus 10.      | ideiglenes                                            |
| Andrés Avelino Cáceres Dorregaray    | 1836 – 1923                              | 1894. augusztus 10. – 1895. március 20.     | köztársasági elnök                                    |
| Manuel Candamo Iriarte               | 1841 – 1904                              | 1895. március 20. – 1895. szeptember 8.     | köztársasági elnök                                    |
| Nicolás di Piérola Villegas          | 1839 – 1913                              | 1895. szeptember 8. – 1899. szeptember 8.   | köztársasági elnök                                    |
| Eduardo López de Romaña              | 1847 – 1912                              | 1899. szeptember 8. – 1903. szeptember 8.   | köztársasági elnök                                    |
| Manuel Candamo Iriarte               | 1841 – 1904                              | 1903. szeptember 8. – 1904. május 7.        | köztársasági elnök                                    |
| Serapio Calderón                     | 1843 – 1922                              | 1904. május 7. – 1904. szeptember 24.       | ideiglenes                                            |
| José Pardo y Barreda                 | 1864 – 1947                              | 1904. szeptember 24. – 1908. szeptember 24. | köztársasági elnök                                    |
| Augusto B. Leguía y Salcedo          | 1863 – 1932                              | 1908. szeptember 24. – 1912. szeptember 24. | köztársasági elnök                                    |
| Guillermo E. Billinghurst            | 1851 – 1915                              | 1912. szeptember 24. – 1914. február 4.     | köztársasági elnök                                    |
| Oscar R. Benavides                   | 1876 – 1945                              | 1914. február 4. – 1915. augusztus 18.      | köztársasági elnök                                    |
| José Pardo y Barreda                 | 1864 – 1947                              | 1915. augusztus 18. – 1919. július 4.       | köztársasági elnök                                    |
| Augusto B. Leguía y Salcedo          | 1863 – 1932                              | 1919. július 4. – 1930. augusztus 25.       | köztársasági elnök                                    |
| Manuel María Ponce Brousset          | 1874 – 1966                              | 1930. augusztus 25. – 1930. augusztus 27.   | köztársasági elnök                                    |
| Luis M. Sánchez Cerro                | 1889 – 1933                              | 1930. augusztus 27. – 1931. március 1.      | az átmeneti junta első elnöke                         |
| Ricardo Leoncio Elías Arias          | 1874 – 1951                              | 1931. március 1. – 1931. március 5.         | az átmeneti junta második elnöke                      |
| Gustavo A. Jiménez                   | 1886 – 1933                              | 1931. március 5. – 1931. március 11.        | az átmeneti junta harmadik elnöke                     |
| David Samanez Ocampo y Sobrino       | 1886 – 1947                              | 1931. március 11. – 1931. december 8.       | a déli junta elnöke                                   |
| Luis M. Sánchez Cerro                | 1889 – 1933                              | 1931. december 8. – 1933. április 30.       | köztársasági elnök                                    |
| Oscar R. Benavides                   | 1876 – 1945                              | 1933. április 30. – 1939. december 8.       | köztársasági elnök                                    |
| Manuel Prado y Ugarteche             | 1889 – 1967                              | 1939. december 8. – 1945. július 28.        | köztársasági elnök                                    |
| José Luis Bustamante y Rivero        | 1894 – 1989                              | 1945. július 28. – 1948. október 29.        | köztársasági elnök                                    |
| Manuel Apolinario Odría Amoretti     | 1897 – 1974                              | 1948. október 29. – 1950. június 1.         | köztársasági elnök                                    |
| Zenón Noriega Agüero                 | 1900 – 1957                              | 1950. június 1. – 1950. július 28.          | köztársasági elnök                                    |
| Manuel Apolinario Odría Amoretti     | 1897 – 1974                              | 1950. július 28. – 1956. július 28.         | köztársasági elnök                                    |
| Manuel Prado y Ugarteche             | 1889 – 1967                              | 1956. július 28. – 1962. július 18.         | köztársasági elnök                                    |
| Ricardo Pérez Godoy                  | 1905 – 1982                              | 1962. július 18. – 1963. március 3.         | a katonai junta első elnöke                           |
| Nicolás Lindley López                | 1908 – 1995                              | 1963. március 3. – 1963. július 28.         | a katonai junta második elnöke                        |
| Fernando Belaúnde Terry              | 1912 – 2002                              | 1963. július 28. – 1968. október 3.         | köztársasági elnök                                    |
| Juan Velasco Alvarado                | 1910 – 1977                              | 1968. október 3. – 1975. augusztus 29.      | a katonai erők kormányának első elnöke                |
| Francisco Morales Bermúdez Cerrutti  | 1921. október 4. –                       | 1975. augusztus 30. – 1980. július 28.      | a katonai erők kormányának második elnöke             |
| Fernando Belaúnde Terry              | 1912. október 7. – 2002. június 4.       | 1980. július 28. – 1985. július 28.         | köztársasági elnök                                    |
| Alan García Pérez                    | 1949. május 23. – 2019. április 17.      | 1985. július 28. – 1990. július 28.         | köztársasági elnök                                    |
| Alberto Fujimori                     | 1938. július 28. – 2024. szeptember 11.  | 1990. július 28. – 2000. november 19.       | köztársasági elnök                                    |
| Valentin Paniagua Corazao            | 1936. szeptember 23. – 2006. október 16. | 2000. november 22. – 2001. július 28.       | az Egyesült Kormányzat és a Nemzeti Megbékélés elnöke |
| Alejandro Toledo Manrique            | 1945. március 28. –                      | 2001. július 28. - 2006. július 28.         | köztársasági elnök                                    |
| Alan García Pérez                    | 1949. május 23. – 2019. április 17.      | 2006. július 28. – 2011. július 28.         | köztársasági elnök                                    |
| Ollanta Moisés Humala Tasso          | 1962. június 27. –                       | 2011. július 28. – 2016. július 28.         | köztársasági elnök                                    |
| Pedro Pablo Kuczynski Godard         | 1938. október 3.. –                      | 2016. július 28. – 2018. március 23.        | köztársasági elnök                                    |
| Martín Alberto Vizcarra Cornejo      | 1963. március 22. –                      | 2018. március 23. – 2020. november 9.       | köztársasági elnök                                    |
| Manuel Arturo Merino de Lama         | 1961. augusztus 20. –                    | 2020. november 10. – 2020. november 15.     | ideiglenes                                            |
| Francisco Rafael Sagasti Hochhausler | 1944. október 10. –                      | 2020. november 15. – 2021. július 28.       | köztársasági elnök                                    |
| José Pedro Castillo Terrones         | 1969. október 19. –                      | 2021. július 28. – 2022. december 7.        | köztársasági elnök                                    |
| Dina Boluarte                        | 1962. május 31. –                        | 2022. december 7. –                         | köztársasági elnök                                    |